# Dasygrammitis malaccana
Dasygrammitis malaccana är en stensöteväxtart som först beskrevs av Bak., och fick sitt nu gällande namn av Barbara S. Parris. Dasygrammitis malaccana ingår i släktet Dasygrammitis och familjen Polypodiaceae. Inga underarter finns listade.